# Angelsdorf
Angelsdorf is een plaats in de Duitse gemeente Elsdorf, deelstaat Noordrijn-Westfalen, en telt volgens de gemeentewebsite van Elsdorf 2.293 inwoners (31-05-2024).
Angelsdorf is ook een stadsdistrict van de gemeente Elsdorf. De plaats ligt  direct tegen de zuidwestkant van Elsdorf aan.